# Флебэктомия
Флебэктомия — пластическая операция, направленная на устранение варикозных вен. Основная цель операции — нормализовать кровоток по глубоким венам.

## Показания
- обширный варикоз
- расширенные подкожные вены
- нарушение оттока крови
- трофические язвы, сопровождающие варикоз
- тромбофлебит

## Противопоказания
- поздняя стадия варикозного расширения вен
- ишемическая болезнь сердца
- тяжелые инфекционные заболевания
- вторая половина беременности
- пожилой возраст

## Процедура
Хирургическое лечение варикозных вен предполагает их удаление. Данный вид оперативного вмешательства длится 1—2 часа. Удаления вен, находящихся под кожей, не оказывает нагрузку на более глубокие слои вен. По ним, как правило, проходит не более 10 % крови. Процедура атравматична, рубцы достигают 4—5 мм.